# Grand Hotel w Warszawie
Grand Hotel – hotel znajdujący się niegdyś w Warszawie, przy ul. Senatorskiej 29, stanowiący integralną część Galerii Luxenburga. 

## Historia
Hotel wybudowano w latach 1907−1909 jako część galerii składającej się z dwóch równoległych budynków przedzielonych uliczką, przykrytą szklanym dachem. Charakterystycznym akcentem był wybudowany na wysokości 3 piętra oszklony łącznik. Podczas kryzysu finansowego w latach 30. XX w. hotel przejęło państwo – lokując w nim Hotel Oficerski Komendy Miasta. 
Galeria Luxenburga spłonęła w czasie walk powstania warszawskiego, a w jego miejscu powstała ul. Canaletta.

## Inne hotele o tej nazwie
- W latach 1930–1939 przy ul. Chmielnej 5 funkcjonował Grand Hotel, który posiadał 80 pokoi.
- W latach 1954–1958 przy ulicy Kruczej 28 powstał Grand Hotel, który na początku XXI wieku posiadał blisko 300 pokoi.